# SAYUMINGLANDOLL〜東京〜 オリジナルサウンドトラック
『SAYUMINGLANDOLL〜東京〜 オリジナルサウンドトラック』（サユミンランドール～とうきょう～ オリジナルサウンドトラック）は、2018年12月5日にUP-FRONT WORKSから発売された道重さゆみのサウンドトラック。

## 収録曲
1. Loneliness Tokyo
作詞・作曲：つんく、編曲：大久保薫
2. SHIBUYAのファビュラス
作詞・作曲：大森靖子、編曲：大久保薫
3. めぐるまち
作詞：太田善也、作曲：たいせい、編曲：大久保薫
4. キテレツかわいい
作詞・作曲：中村千尋、編曲：大久保薫
5. バラバラWONDER
作詞：大森靖子、作曲・編曲：大久保薫
6. シン・ジュク
作詞・作曲：大森靖子、編曲：大久保薫
7. 咲き誇れ
作詞：太田善也、作曲・編曲：大久保薫
8. ハイカラモダンガール
作詞・作曲：中村千尋、編曲：大久保薫
9. あなたがいてほしい
作詞：太田善也、作曲：たいせい、編曲：大久保薫
10. Help me!!(SAYUMINGLANDOLL～東京～ Ver.)
作詞・作曲：つんく、編曲：大久保薫
11. Stay with my heart
作詞・作曲：つんく、編曲：江上浩太郎
12. 時空を超え 宇宙を超え(SAYUMINGLANDOLL～東京～ Ver.)
作詞・作曲：つんく、編曲：大久保薫